# Співак джазу (фільм, 1980)
Співак джазу (англ. The Jazz Singer) — американський фільм 1980 року.

## Сюжет
Син співочого в церкві, мріє стати співаком джазу. Йому допомагає зірка комедії і пісень в стилі рок, яка його любить. Батько, очікує, що син піде по його стопах, але у того на думці тільки шоу-бізнес. Він пориває з батьком і їде в Нью-Йорк, щоб зробити кар'єру.

## У ролях
| Актор           | Роль                          |
| --------------- | ----------------------------- |
| Ніл Даймонд     | Джесс Робін / Юссел Рабинович |
| Лоуренс Олів'є  | Кантор Рабинович              |
| Люсі Арназ      | Моллі Белл                    |
| Кетлін Адамс    | Рифка Рабинович               |
| Франклін Еджайя | Бубба                         |
| Пол Ніколас     | Кіт Леннокс                   |
| Саллі Бойар     | Едді Гіббс                    |
| Майк Келлін     | Лео                           |
| Джеймс Бут      | Пол Россіні                   |
| Лютер Вотерс    | Тедді                         |
| Орен Вотерс     | Мел                           |
| Рід Гіст        | Тіммі                         |
| Волтер Яновітц  | рабин Бірнбаум                |
| Джанет Брандт   | Тітка Тіллі                   |